# Christian Laettner
Christian Donald Laettner (17 de agosto de 1969) é um ex-jogador norte-americano de basquete que jogou como pivô na NBA e também na Seleção Estadunidense de Basquetebol, pela qual ele, conquistou a medalha de ouro em Barcelona 1992 com o famoso Dream Team.